# Linda McCartney
Linda Louise McCartney, Lady McCartney, (New York, 1941. szeptember 24. – Tucson, Arizona, 1998. április 17.) kétszeres Grammy-díjas amerikai fényképész, zenész és állatjogi aktivista.
1969-ben hozzáment Sir Paul McCartney-hoz. Linda előző, Mel See-vel kötött házasságából született gyermeke, Heather Louise, őt Paul örökbefogadta. Közös gyermekeik: Mary Anna, Stella Nina és James Louis. 1997-ben Pault lovaggá ütötték, innentől fogva Linda megszólítása Lady lett.
Több vegetáriánus szakácskönyvet írt, üzleti vállalkozó lett (kezdeményezés: Linda McCartney Foods vállalat). 1995-ben mellrákot diagnosztizáltak nála, amely áttétet okozott májában. A betegség miatt 1998-ban, 56 évesen meghalt a McCartney-család birtokán, Tucson-ban.

## Életrajza

### Korai évek
Édesapja Lee Eastman (született Leopold Vail Epstein), édesanyja: Louise Sara Lindner Eastman. Linda Eastman jómódú New York-i családban nevelkedett. Ideje nagy részét Scarsdale-ben töltötte, és ha vásárlásra támadt kedve, édesanyja társaságában Manhattan felé vette az irányt. Minthogy édesapjuk, Lee Eastman a show-bizniszben tevékenykedett ügyvédként, a két gyermek, Linda és John számára megszokott dolog volt, hogy a családi asztalnál Hoagy Charmichaellel, Tommy Dorseyval vagy Hopalong Cassidyvel találkozzanak. Lee szobájának falait Franz Kline, Willem de Kooning, Robert Rauschenberg, Richard Lindner és más olyan művészek képei díszítették, akiket ügyvédként képviselt. Lindát azonban teljesen hidegen hagyták a család ambíciói, inkább az állatok iránt érdeklődött, velük foglalkozott szívesebben. Természeténél fogva intuitív személyiség volt, a spontán megoldások híve, álmodozó típus. Sokkal inkább fotográfusnak s nem entellektüelnek vagy üzletembernek született.
Nagyon kötődött édesanyjához, Louise-hoz, a független, gazdag asszonyhoz, aki a Lindner nagyáruház bevételeiből jelentős jövedelemmel rendelkezett. 1962 márciusában Louise egy repülőgép-szerencsétlenség során életét vesztette. Az édesanyja viszonylag korai elvesztése is kapcsolódási pontot jelentett Linda és Paul között.

### Felnőtté válás
Linda Tucsonba költözött művészetet és történelmet tanulni. Linda felsőfokú tanulmányai a University of Arizonán eltöltött rövid időre korlátozódtak. Nem számított kiemelkedő tehetségnek, és ő maga sem nagyon élvezte az egyetemi éveket. Élete bizonytalan szakaszát élte, gyászolta az édesanyját, miközben próbálta megtalálni helyét a világban.
Hozzáment Mel See-hez, az ifjú geológushallgatóhoz, tőle született lánya, Heather. A házasság tévedésnek bizonyult, ezt belátva hamarosan el is váltak útjaik.
Linda: "Aztán felnőttem. A házasság kötelékétől megszabadulva új, szabad élet kezdődött számomra."
Ezt követően megismerkedett Hazel Archellel, aki megtanította neki a fotográfia alapjait. Vele élete végéig tartották a barátságot. Hazel Dorothea Lange, Walker Evans és Ansel Adams képeket mutatott neki és ezt tanácsolta: "Kérj kölcsön egy fényképezőgépet, szerezz be egy tekercs filmet, és készíts minél több fotót."
Linda: "A fotózás hatására teljesen más ember lett belőlem, mert végre olyan elfoglaltságot találtam magamnak, amelyet imádtam, és teljesen kitöltötte az életemet. Fogtam a fényképezőgépet és mentem, amerre a lábam vitt. Szerintem Diane Arbus érezhette hasonlóan szabadnak magát, mikor nekivágott a nagyvilágnak, és jártában. keltében mellesleg fotókat is készített. Pontosan ilyesmit éreztem én is."
A The Royal Academy of Dramatic-ben éppen Shakespeare drámákat adtak. Linda elkísérte egy riporter barátját, aki a helyi újságnak tudósított az eseményről. Az egyik színész megkérte Lindát, hogy készítsen néhány reklámfotót, és fotóit a Spotlight, a nagy-britanniai színészkatalógus le is közölte.

### Visszatérés New Yorkba
Lindában vágyak ébredtek szülővárosa dinamizmusa és stimuláló energiája iránt. 1965-ben összepakolt, és gyerekestül, mindenestül hazaköltözött a szülői házba. Azonban apja nem sokkal hazatérése után újranősült, és rövid úton Linda tudomására hozta, hogy nem ártana munkába állnia, és saját lakást keresnie. Megfelelő lakást, akkoriban is nehezen lehetett találni, de végül talált egyet mindössze három saroknyira a Central Parktól. Ez után jöhetett a munkakeresés. A Town and Country-nál talált végül portásállást heti nettó 65 dollárért. A Town and Countrynál dolgozott az ország legmenőbb fotósainak zöme, így Linda mindegyikükkel megismerkedhetett. Recepciósként a levélbontás is a feladatai közé tartozott
Miután a Town and Country a címlapján jelentette meg a Rolling Stonest, a stáb automatikusan hivatalos volt az Aftermath sajtóbemutatójára. A rendezvényre szóló sajtóbelépőt azonnal a fiókja mélyére süllyesztette. 14 New York-i hotel zárkózott el a Stones fogadásától, így azt egy jachton tartották. Mivel ez a hely kisebb volt a tervezettnél, úgy döntöttek fotósokat nem engednek fel. A Stonok mégis rávették a sajtófőnököt, hogy engedjék fel Lindát.
Miután ő volt az egyetlen fotós a fedélzeten, övé volt a pálya. Minden újságíró nála állt sorban a fotósorozatokért.
Később kapcsolatai révén kevés vetélytársa akadt ezen a területen. Hamarosan felmondta állását, mert a fotózásból elég jól meg tudott élni.
A Creamről a Linda által készített fotót a Rolling Stone magazin az első számában jelentette meg. Simon and Garfunkelt a stúdióban fényképezte le, a The Mamas & the Papast a szállodájukban, Jackson Browne-t pedig a Staten Islandre tartó komphajón. A Blue Cheer nevű heavy metal bandával végigturnézta közép-nyugatot.
A fényképek értékét növelte, hogy akkor készültek, amikor a sztárok még a karrierjük elején jártak. Jim Morrison portréja például akkor készült, amikor az első albumuk, a The Doors még meg sem jelent. Zappa még Greenwich Village-ben lakott, mikor Linda lencsevégre kapta őket.

### Paul McCartney
Paul: "Lindával Bag o'Nailsben találkoztam. A Georgie Fame and the Blue Flames pompás előadását nézte meg. Linda az Animelsszel érkezett, még New Yorkból ismerte őket egy fotózásról. Pár szeparéval odébb ültek, mint én, közelebb a színpadhoz. A banda befejezte, ők felálltak, talán indulni készültek, mikor az asztalom mellett haladt el, mintegy véletlenül felpattantam és elálltam az útját. Persze azonnal szabadkoztam, hogy: "Ó, bocsánat, szia, mi újság?" Bemutatkoztam, aztán azt mondtam, hogy: "Megyünk egy másik klubba innen, nem jössz velünk?" .... Azt mondta: "Oké, mi is épp indultunk. Hogy legyen?"
Végül együtt elmentek (Linda, Animals, Paul és a társasága) Speakeasyibe. Utána Paulhoz mentek, ahol Linda megcsodálta Paul Magritte gyűjteményét.
Négy nappal később az Sgt. Pepper-partin találkoztak. Itt készült egyesek szerint a legjobban sikerült Beatles-fotó, a "hüvelykujjas kép". (A sajtónak mindig az volt a problémája, hogy Paul és John úgy néznek ki a fotókon, mintha semmi közük nem lenne egymáshoz, ezért ez a kép cseppet sem lett átlagos)
Ezentúl egyre gyakrabban kezdtek el találkozgatni, kocsikáztak, és klubról-klubra jártak. Egyszer-kétszer vidékre is elutaztak. Egy ilyen út után született a Let It Be-n található Paul McCartney-szerzemény, a Two of Us.
Mivel Paul a Lindával való találkozása után nem sokkal szakított barátnőjével, Jane Asherrel, bűntudat nélkül lóghatott Lindával.
Paul: "Összekerülésünk első percétől kezdve sokat hülyéskedtünk. Párhuzamosan fedeztük fel egymást, a környezetet, ami már önmagában is számtalan vicces helyzettel járt, főleg mikor kiderült, hogy alapvetően ugyanazt szeretjük mind a ketten."
Egyre hosszabb időt töltöttek egymásnál, Paul összebarátkozott Heatherrel, gyakran egyedül vigyázott rá, ha Lindának valami dolga akadt.
Hamarosan kiderült: Linda terhes. Persze az általános meglepődés után nagyon örültek neki, Paul meg is kérte Linda kezét és hat hónapos terhes volt, amikor 1969. március 12-én, a Maryleboni házasságkötő teremben polgári úton összeházasodtak.

### Zene
1969-ben feloszlott a The Beatles együttes. Paul megtanította Lindát szintetizátoron játszani. Paul Beatles utáni solo lemezén a McCartney című albumon a vokálban is közreműködik. A Ram című albumot pedig már közösen adták ki.
Ezután megalapították a Wings nevű együttest. Paul ragaszkodott hozzá, hogy feleségét bevonja zenéjébe – és a csapat későbbi turnéiba, hogy ne kelljen távol lenniük egymástól, amíg ő utazik – annak ellenére, hogy Linda ellenkezett, mert nem érezte magát elég tehetségesnek.
Linda Paul együttesének fontos tagja lett.
"Sok tekintetben ugyanazt a szerepet töltötte be, mint Yoko Ono Lennon Beatles utáni zenei életében és a Wings, illetve a The Plastic Ono Band között is sok párhuzamot lehet felfedezni)."
A Wings 1980-ban feloszlott, de Paul és Linda továbbra is együtt zenéltek.

### Gyermekek
- Heather Louise McCartney (1962. december 31.) angol-amerikai művész, kézműves mester
- Mary McCartney (1969. augusztus 28.) a McCartney album hátulján látható, még babaként
- Stella Nina McCartney (1971. szeptember 13.) angol divattervező, állatvédő aktivista
- James McCartney (1977. szeptember 12.) zenész

## Fordítás
- Ez a szócikk részben vagy egészben  a   Linda McCartney című angol Wikipédia-szócikk fordításán alapul.  Az eredeti cikk szerkesztőit annak laptörténete sorolja fel. Ez a jelzés csupán a megfogalmazás eredetét és a szerzői jogokat jelzi, nem szolgál a cikkben szereplő információk forrásmegjelöléseként.